# 鳳凰馬五郎
鳳凰 馬五郎（ほうおう うまごろう、1866年9月3日 - 1907年5月4日）は、下総国千葉郡久々田村（現在の千葉県習志野市津田沼）出身で宮城野部屋（一時錦戸部屋に移籍）に所属した大相撲力士。本名は三代川 寅之助（後に宮城野姓）。最高位は大関。5代目年寄・宮城野を襲名。身長179cm、体重117kg。

## 来歴
1886年5月場所初土俵。1891年1月場所鳳に改名、1892年1月場所鳳凰に改名、1892年6月新十両、1893年1月入幕。1894年1月「鳳凰 馬五郎」に改名。1895年6月場所6日目、横綱・初代西ノ海嘉治郎との対戦で、西ノ海の寄りを土俵際で回り込み、逆に寄り切って軍配を受けたが西ノ海の師匠で当時権勢を揮っていた高砂が物言いをつけ預かりとなる。この一番が「中村楼事件」の発端となった。西ノ海戦が評判となり、1896年より2年程が全盛期で、1896年1月小錦に敗れただけの8勝1敗、翌5月関脇で8勝1預の土つかずで、1897年1月大関昇進。1898年（明治31年）1月場所では7勝2分無敗の好成績を挙げ、一時は横綱推挙の噂もあったが、大酒呑みのため健康を害して夢と消えた。1900年1月場所の番付で西張出大関だったのが（成績は2勝3敗1休2分2預）、翌5月場所では西前頭筆頭に降格となっていたが、これは大関からいきなり平幕に降格した最後の例（明治時代では唯一）である。その後関脇を2場所務めたが、1903年5月場所限りで引退。現役中の1903年1月より宮城野を襲名し宮城野部屋を継承したが、引退から4年程の1907年5月、40歳で没。弟子の中にのちの横綱鳳谷五郎がいた。

## 逸話
- 得意手は閂（かんぬき）、右四つ、寄り、極め出しで当時としては大柄な体格で泉川を得意とした。
- 前述の通り自身の健康を損なわせる程に大の酒好きとして知られる。12時間以上も飲み続ける事も何度も有り、ある時には10時間で酒23リットルを飲んだ[2]。

## 主な成績
- 幕内成績：101勝67敗6分15預31休　勝率.601
- 幕内在位：22場所
- 大関在位：6場所
- 優勝相当成績：3回（1896年1月場所・5月場所、1898年1月場所）

### 場所別成績
| 1886年 （明治19年） | x                            | （前相撲）                    |
| 1887年 （明治20年） | （前相撲）                   | 西序ノ口25枚目 –              |
| 1888年 （明治21年） | 東序二段20枚目 –             | 西三段目50枚目 –              |
| 1889年 （明治22年） | 西三段目11枚目 –             | 西三段目20枚目 –              |
| 1890年 （明治23年） | 西三段目31枚目 –             | 東幕下46枚目 –                |
| 1891年 （明治24年） | 東幕下48枚目 –               | 東幕下32枚目 –                |
| 1892年 （明治25年） | 東幕下6枚目 1–0 （対十両戦） | 東十両7枚目 8–1 1分           |
| 1893年 （明治26年） | 西前頭12枚目 2–3–4 1預       | 西前頭11枚目 2–7–1            |
| 1894年 （明治27年） | 東前頭12枚目 7–2–1           | 東前頭9枚目 6–1–2 1預         |
| 1895年 （明治28年） | 西前頭3枚目 3–3–2 2預        | 西前頭筆頭 6–2–1 1預          |
| 1896年 （明治29年） | 西前頭筆頭 8–1–1             | 東関脇 8–0–1 1預              |
| 1897年 （明治30年） | 西張出大関 6–1–1 2預         | 西大関 5–4–1                  |
| 1898年 （明治31年） | 西大関 7–0–1 2分             | 西大関 5–3–1 1預              |
| 1899年 （明治32年） | 西大関 2–3–5                 | 西張出大関 6–3–1              |
| 1900年 （明治33年） | 西張出大関 2–3–1 2分2預      | 西前頭筆頭 8–1–1              |
| 1901年 （明治34年） | 西小結 4–3–1 2預             | 東関脇 5–3–1 1預              |
| 1902年 （明治35年） | 西関脇 2–6–1 1分             | 西前頭2枚目 4–5–1             |
| 1903年 （明治36年） | 西前頭2枚目 1–8–1            | 東前頭7枚目 引退 2–5–1 1分1預 |
| 各欄の数字は、「勝ち-負け-休場」を示す。 優勝 引退 休場 十両 幕下 三賞：敢=敢闘賞、殊=殊勲賞、技=技能賞 その他：★=金星 番付階級：幕内 - 十両 - 幕下 - 三段目 - 序二段 - 序ノ口 幕内序列：横綱 - 大関 - 関脇 - 小結 - 前頭（「#数字」は各位内の序列） |                              |                               |

- この時代は、幕内力士は千秋楽（10日目）には取組が組まれず、出場しないのが常態であったので、各場所の1休はそれに該当するものであり、実質的には9日間で皆勤である。
- 幕下以下の地位は小島貞二コレクションの番付実物画像による。また当時の幕下以下の星取や勝敗数等の記録については2024年現在相撲レファレンス等のデータベースに登録がなく、特に序二段や序ノ口などについては記録がほとんど現存していないと思われるため、幕下以下の勝敗数等は暫定的に対十両戦の分のみを示す。

## 改名歴
- 菊田山 虎之介（きくたやま とらのすけ）1886年5月場所-1887年1月場所
- 荒海 虎之介（あらうみ -）1887年5月場所-1890年5月場所
- 鳳 虎之介（おおとり -）1891年1月場所-1891年5月場所
- 鳳凰 虎之介（ほうおう -）1892年1月場所-1893年5月場所
- 鳳凰 馬五郎（- うまごろう）1894年1月場所-1902年5月場所
- 宮城野 馬五郎（みやぎの -）1903年1月場所-1903年5月場所

## 年寄変遷
- 宮城野 馬五郎（みやぎの うまごろう）1894年7月-1907年5月（死去）

二枚鑑札（1894年7月-1903年5月）
年寄専務（1903年5月-1907年5月）